# Свадьба лучшего друга
«Свадьба лучшего друга» (англ. My Best Friend's Wedding) — американский романтический комедийный фильм Пи Джея Хогана.

## Сюжет
Джулианна Поттер, ресторанный критик, проживает в Нью-Йорке. Ещё в университете Джулианна и Майкл О’Нил, спортивный корреспондент, заключили договор, что поженятся, если не встретят свою судьбу до 28 лет. Спустя 9 лет, буквально накануне 28-летия, Майкл собрался жениться, но на другой. И приглашает Джулианну в Чикаго на свадьбу.
Джулианна неожиданно осознаёт, что на самом деле давно любит Майкла. Она отправляется в Чикаго с целью расстроить свадьбу. Джулианна встречается с невестой своего друга 20-летней Кимберли «Кимми» Уоллас, происходящей из состоятельной семьи. Кимми очаровательна, непосредственна и лучшую подругу своего жениха принимает от всего сердца, даже предлагает стать подружкой на свадьбе. Джулианна соглашается и для виду полностью поддерживает иллюзию дружбы. Одновременно она разрабатывает несколько схем того, как поссорить Майкла и Кимми, демонстрирует показной роман со своим другом-геем Джорджем, чтобы вызвать ревность, идет даже на отсылку фальшивого письмо на e-mail работодателя Майкла от имени отца невесты, миллионера, который якобы хочет подыскать зятю тёплое место у себя и просит шефа Майкла уволить того, чтобы облегчить себе задачу. Но ничего не срабатывает: Кимми благодаря своей наивности, доброте и искренней влюбленности в Майкла обходит все ловушки Джулианны. В итоге  Джулианна решает, что ей нужно просто откровенно признаться в своих чувствах. Она рассказывает о своей любви Майклу, но их разговор и спонтанный поцелуй случайно наблюдает Кимми, которая потрясена и бежит прочь. Именно в этот момент Джулианна осознает, что Майкл любит именно Кимми, а в любви главное - счастье того, кого любишь, а значит - она должна смириться с выбором Майкла. И теперь ей надо спасти свадьбу Майкла и Кимми. В последний момент Джулианне удается исправить свои ошибки и помирить жениха с невестой... После отъезда молодых в свадебное путешествие Джулианна грустит за столиком в одиночестве. Неожиданно появляется тайком приехавший на свадьбу Джордж и приглашает её на танец. Друзья танцуют, смеются, и это помогает Джулианне всё же воспрянуть духом.

## В ролях
- Джулия Робертс — Джулианна Поттер
- Дермот Малруни — Майкл О’Нил
- Кэмерон Диаз — Кимберли Уоллес
- Руперт Эверетт — Джордж Доунз
- Филип Боско — Уолтер Уоллес
- Майкл Эммет Уолш — Джо О’Нил
- Рэйчел Гриффитс — Саманта Ньюхауз
- Кэрри Престон — Мэнди Ньюхауз
- Сьюзан Салливан — Изабель Уолес
- Кристофер Мастерсон — Скотти О’Нил
- Рэйси Александр — Исполнительница в титрах № 1
- Дженнифер Гаррет — Исполнительница в титрах № 2
- Келли Ширин — Исполнительница в титрах № 3
- Бри Тёрнер — Исполнительница в титрах № 4
- Кэсси Кризи — Цветочница

## Факты
- Кандидатуры Дермота Малруни и Камерон Диас для участия в фильме были отобраны лично Джулией Робертс.
- Первоначально фильм планировалось завершить воссоединением Джулианны и Майкла, но, после ряда неудачных дублей, режиссёр решил изменить концовку.
- В фильме персонажа Руперта Эверетта зовут Джордж, но в оригинальной версии сценария он именовался Диггер.
- Сцена фильма, где все собираются в большой комнате и наблюдают как Кимми бросает букет, снималась в музее Кунео (Иллинойс). Съёмочная группа убрала с пола огромный ковёр, надёжно спрятав его в укромном месте — персоналу музея потребовались месяцы, чтобы его отыскать.